# Pico Cebolla
El Cebolla es un cono volcánico situado entre los límites del Cartagena y Fuente Álamo de Murcia (Región de Murcia, España). Se sitúa al NO del volcán de Tallante; y al E del pueblo de Las Palas. Data de la misma época que el Tallante. Es muy redondo y achatado.